# 19. ceremonia wręczenia nagród Critics’ Choice
19. ceremonia wręczenia nagród Critics’ Choice za rok 2013, odbyła się 16 stycznia 2014 roku, w Barker Hangar na lotnisku Santa Monica. Galę wręczenia nagród transmitowała stacja The CW. Ceremonię poprowadziła amerykańska aktorka Aisha Tyler.
Nominacje do nagród ogłoszone zostały 16 grudnia 2013 roku.

## Laureaci i nominowani
Laureaci nagród wyróżnieni są wytłuszczeniem

### Najlepszy film
Zniewolony. 12 Years a Slave
- American Hustle
- Kapitan Phillips
- Witaj w klubie
- Grawitacja
- Ona
- Co jest grane, Davis?
- Nebraska
- Ratując pana Banksa
- Wilk z Wall Street

### Najlepszy reżyser
Alfonso Cuarón – Grawitacja
- Paul Greengrass – Kapitan Phillips
- Spike Jonze – Ona
- Steve McQueen – Zniewolony. 12 Years a Slave
- David O. Russell – American Hustle
- Martin Scorsese – Wilk z Wall Street

### Najlepszy aktor
Matthew McConaughey – Witaj w klubie jako Ron Woodroof
- Christian Bale – American Hustle jako Irving Rosenfeld
- Bruce Dern – Nebraska jako Woody Grant
- Chiwetel Ejiofor – Zniewolony. 12 Years a Slave jako Solomon Northup
- Tom Hanks – Kapitan Phillips jako kapitan Richard Phillips
- Robert Redford – Wszystko stracone jako żeglarz

### Najlepsza aktorka
Cate Blanchett – Blue Jasmine jako Jeanette „Jasmine” Francis
- Sandra Bullock – Grawitacja jako dr Ryan Stone
- Judi Dench – Tajemnica Filomeny jako Philomena Lee
- Brie Larson – Przechowalnia numer 12 jako Grace
- Meryl Streep – Sierpień w hrabstwie Osage jako Violet Weston
- Emma Thompson – Ratując pana Banksa jako Pamela „P. L.” Travers

### Najlepszy aktor drugoplanowy
Jared Leto – Witaj w klubie jako Rayon
- Barkhad Abdi – Kapitan Phillips jako Abduwali Muse
- Daniel Brühl – Wyścig jako Niki Lauda
- Bradley Cooper – American Hustle jako Richie DiMaso
- Michael Fassbender – Zniewolony. 12 Years a Slave jako Edwin Epps
- James Gandolfini – Ani słowa więcej jako Albert

### Najlepsza aktorka drugoplanowa
Lupita Nyong’o – Zniewolony. 12 Years a Slave jako Patsey
- Scarlett Johansson – Ona jako Samantha (głos)
- Jennifer Lawrence – American Hustle jako Rosalyn Rosenfeld
- Julia Roberts – Sierpień w hrabstwie Osage jako Barbra Weston–Fordham
- June Squibb – Nebraska jako Kate Grant
- Oprah Winfrey – Kamerdyner jako Gloria Gaines

### Najlepszy aktor lub aktorka dziecięca
Adèle Exarchopoulos – Życie Adeli jako Adèle 
- Asa Butterfield – Gra Endera jako Andrew „Ender” Wiggin
- Liam James – Najlepsze najgorsze wakacje jako Duncan
- Sophie Nélisse – Złodziejka książek jako Liesel Meminger
- Tye Sheridan – Uciekinier jako Ellis

### Najlepsza para aktorska
American Hustle
- Zniewolony. 12 Years a Slave
- Sierpień w hrabstwie Osage
- Kamerdyner
- Nebraska
- Wilk z Wall Street

### Najlepszy scenariusz adaptowany
John Ridley – Zniewolony. 12 Years a Slave
- Steve Coogan i Jeff Pope – Tajemnica Filomeny
- Tracy Letts – Sierpień w hrabstwie Osage
- Richard Linklater, Ethan Hawke, i Julie Delpy – Przed północą
- Billy Ray – Kapitan Phillips
- Terence Winter – Wilk z Wall Street

### Najlepszy scenariusz oryginalny
Spike Jonze – Ona
- Woody Allen – Blue Jasmine
- Joel i Ethan Coenowie – Co jest grane, Davis?
- Bob Nelson – Nebraska
- Eric Warren Singer i David O. Russell – American Hustle

### Najlepszy film animowany
Kraina lodu
- Krudowie
- Minionki rozrabiają
- Uniwersytet potworny
- Kaze tachinu

### Najlepszy film akcji
Ocalony
- Igrzyska śmierci: W pierścieniu ognia
- Iron Man 3
- Wyścig
- W ciemność. Star Trek

### Najlepszy aktor w filmie akcji
Mark Wahlberg – Ocalony jako Marcus Luttrell
- Henry Cavill – Człowiek ze stali jako Superman / Clark Kent
- Robert Downey Jr. – Iron Man 3 jako Tony Stark / Iron Man
- Brad Pitt – World War Z jako Gerry Lane

### Najlepsza aktorka w filmie akcji
Sandra Bullock – Grawitacja jako dr Ryan Stone
- Jennifer Lawrence – Igrzyska śmierci: W pierścieniu ognia jako Katniss Everdeen
- Evangeline Lilly – Hobbit: Pustkowie Smauga jako Tauriel
- Gwyneth Paltrow – Iron Man 3 jako Pepper Potts

### Najlepszy film komediowy
American Hustle
- Ani słowa więcej
- Gorący towar
- To już jest koniec
- Najlepsze najgorsze wakacje
- To już jest koniec

### Najlepszy aktor w filmie komediowym
Leonardo DiCaprio – Wilk z Wall Street jako Jordan Belfort
- Christian Bale – American Hustle jako Irving Rosenfeld
- James Gandolfini – Ani słowa więcej jako Albert
- Simon Pegg – To już jest koniec jako Gary King
- Sam Rockwell – Najlepsze najgorsze wakacje jako Owen

### Najlepsza aktorka w filmie komediowym
Amy Adams – American Hustle jako Sydney Prosser
- Sandra Bullock – Gorący towar jako agent specjalny Sarah Ashburn
- Greta Gerwig – Frances Ha jako Frances Halladay
- Julia Louis-Dreyfus – Ani słowa więcej jako Eva
- Melissa McCarthy – Gorący towar jako detektyw Shannon Mullns

### Najlepszy film fantastyczno naukowy lub horror
Grawitacja
- Obecność
- W ciemność. Star Trek
- World War Z

### Najlepszy film zagraniczny
Życie Adeli
- Wielkie piękno
- Polowanie
- Przeszłość
- Dziewczynka w trampkach

### Najlepszy film dokumentalny
Twenty Feet From Stardom
- Scena zbrodni
- Blackfish
- Historie rodzinne
- Tim’s Vermeer

### Najlepsza scenografia
Catherine Martin i Beverley Dunn – Wielki Gatsby
- K.K. Barrett i Gene Serdena – Ona
- Dan Hennah i Ra Vincent – Hobbit: Pustkowie Smauga
- Andy Nicholson i Rosie Goodwin – Grawitacja
- Adam Stockhausen i Alice Baker – Zniewolony. 12 Years a Slave

### Najlepsze zdjęcia
Emmanuel Lubezki – Grawitacja
- Sean Bobbitt – Zniewolony. 12 Years a Slave
- Roger Deakins – Labirynt
- Bruno Delbonnel – Co jest grane, Davis?
- Phedon Papamichael – Nebraska

### Najlepsze kostiumy
Catherine Martin – Wielki Gatsby
- Michael Wilkinson – American Hustle
- Bob Buck, Lesley Burkes–Harding, Ann Maskrey i Richard Taylor – Hobbit: Pustkowie Smauga
- Patricia Norris – Zniewolony. 12 Years a Slave
- Daniel Orlandi – Ratując pana Banksa

### Najlepszy montaż
Alfonso Cuarón i Mark Sanger – Grawitacja
- Alan Baumgarten, Jay Cassidy i Crispin Struthers – American Hustle
- Daniel P. Hanley i Mike Hill – Wyścig
- Christopher Rouse – Kapitan Phillips
- Thelma Schoonmaker – Wilk z Wall Street
- Joe Walker – Zniewolony. 12 Years a Slave

### Najlepszy makijaż
American Hustle
- Zniewolony. 12 Years a Slave
- Hobbit: Pustkowie Smauga
- Kamerdyner
- Wyścig

### Najlepszy wynik
Steven Price – Grawitacja
- Arcade Fire – Ona
- Thomas Newman – Ratując pana Banksa
- Hans Zimmer – Zniewolony. 12 Years a Slave

### Najlepsza piosenka
„Let It Go” – Robert Lopez i Kristen Anderson–Lopez – Kraina lodu
- „Atlas” – Coldplay – Igrzyska śmierci: W pierścieniu ognia
- „Happy” – Pharrell Williams – Minionki rozrabiają
- „Ordinary Love” – U2 – Mandela: Long Walk to Freedom
- „Please Mr. Kennedy” – Ed Rush, George Cromarty, T Bone Burnett, Justin Timberlake, Joel i Ethan Coenowie – Co jest grane, Davis?
- Young and Beautiful” – Lana Del Rey – Wielki Gatsby

### Najlepsze efekty wizualne
Grawitacja
- Hobbit: Pustkowie Smauga
- Iron Man 3
- Pacific Rim
- W ciemność. Star Trek